# Antonio Dávila y Zúñiga

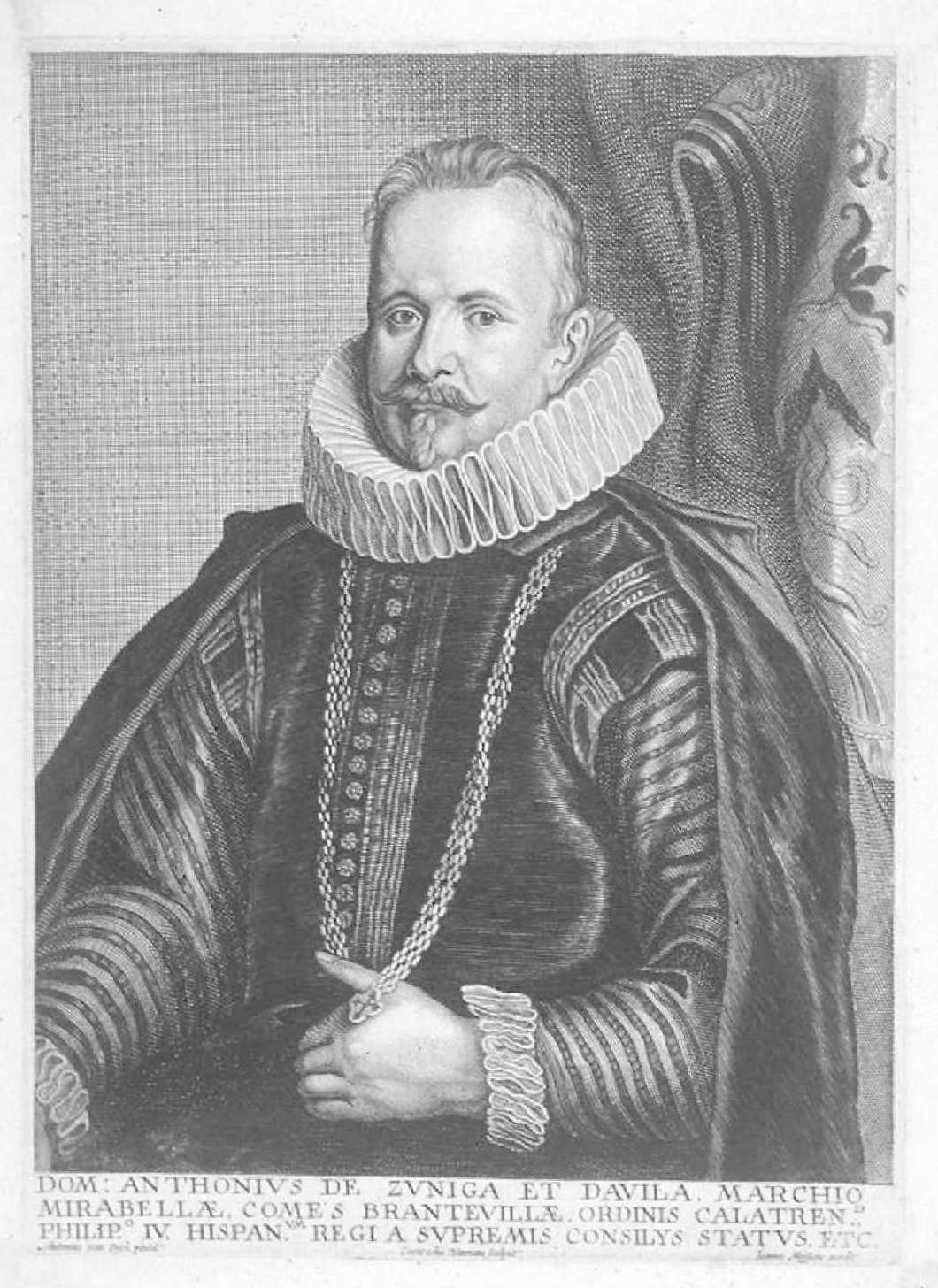
Retrato de Antonio de Zúñiga y Dávila, marqués de Mirabel. Grabado de Coenraet Waumans por pintura de Anton van Dyck. Biblioteca Nacional de España.

Antonio Dávila y Zúñiga (ca.1580-1647), noble español, caballero de la Orden de Calatrava, III marqués consorte de Mirabel, embajador de España en Francia, miembro del Consejo de Estado y Guerra así como del Consejo de Aragón del rey Felipe IV de España.

## Filiación
Hijo de Pedro de Ávila y Córdova, IV conde del Risco, II marqués de las Navas, y de su esposa Jerónima Enríquez de Guzmán. Antonio se casó con su prima hermana Francisca de Zúñiga y Ávila , de la Casa de Zúñiga, III marquesa de Mirabel, hija de Jerónima de Zúñiga y Ávila, señora de Alconchel, y de su esposo Alonso de Ávila y Córdoba. Francisca estaba viuda de Luis Manrique de Lara y Mendoza VI conde de Castañeda, IV marqués de Aguilar de Campoo, sin sucesión en este matrimonio. Antonio tomó los apellidos de su abuelo Pedro de Ávila y Zúñiga, III conde del Risco, I marqués de las Navas. Su primogénito Enrique de Zúñiga y Dávila, I conde de Berantevilla, heredó los títulos y estados de su casa y fue IV marqués de Mirabel, casado con Juana de Ávila y Guzmán.

## Embajador en Francia

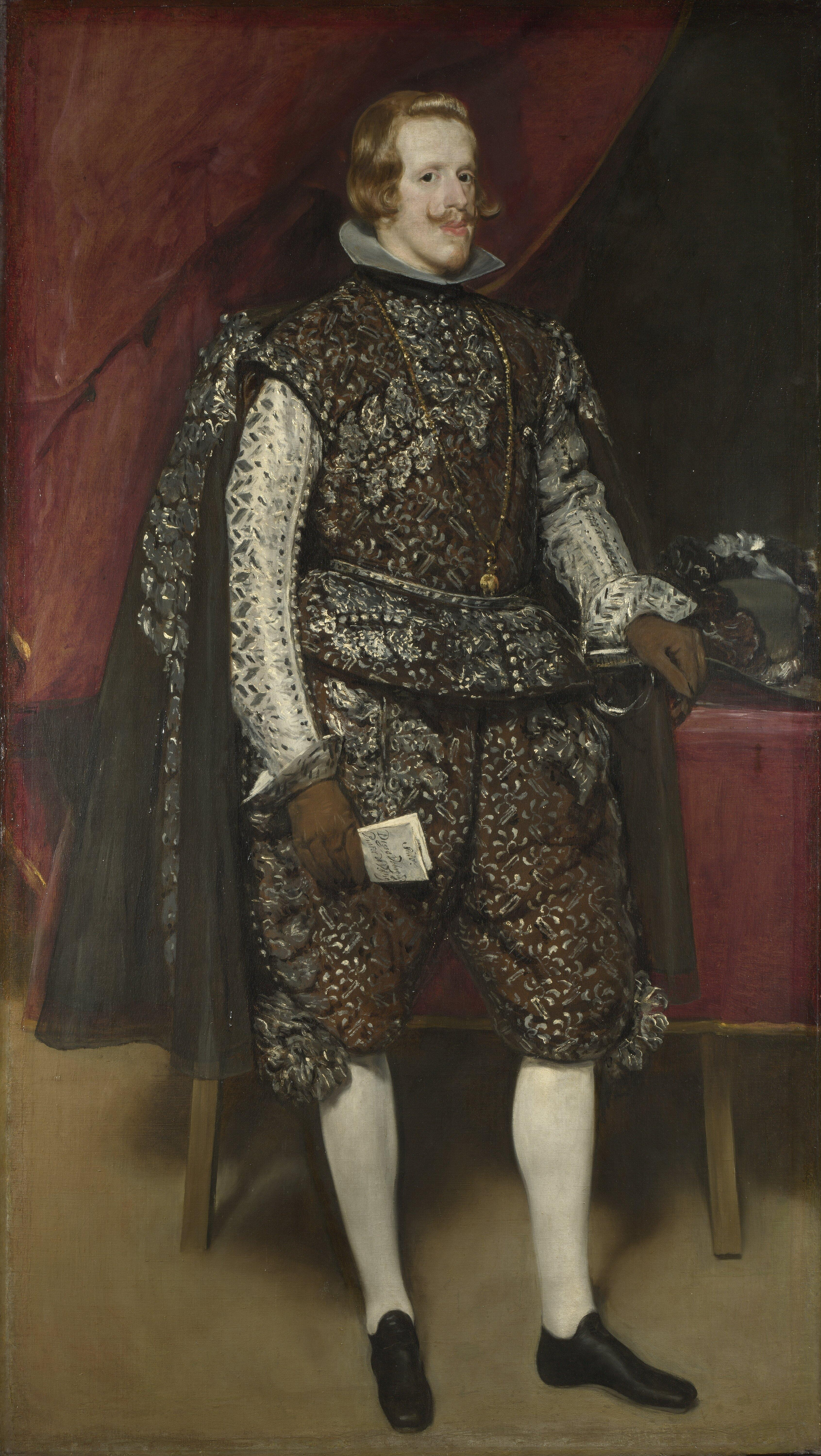
El rey Felipe IV de España.

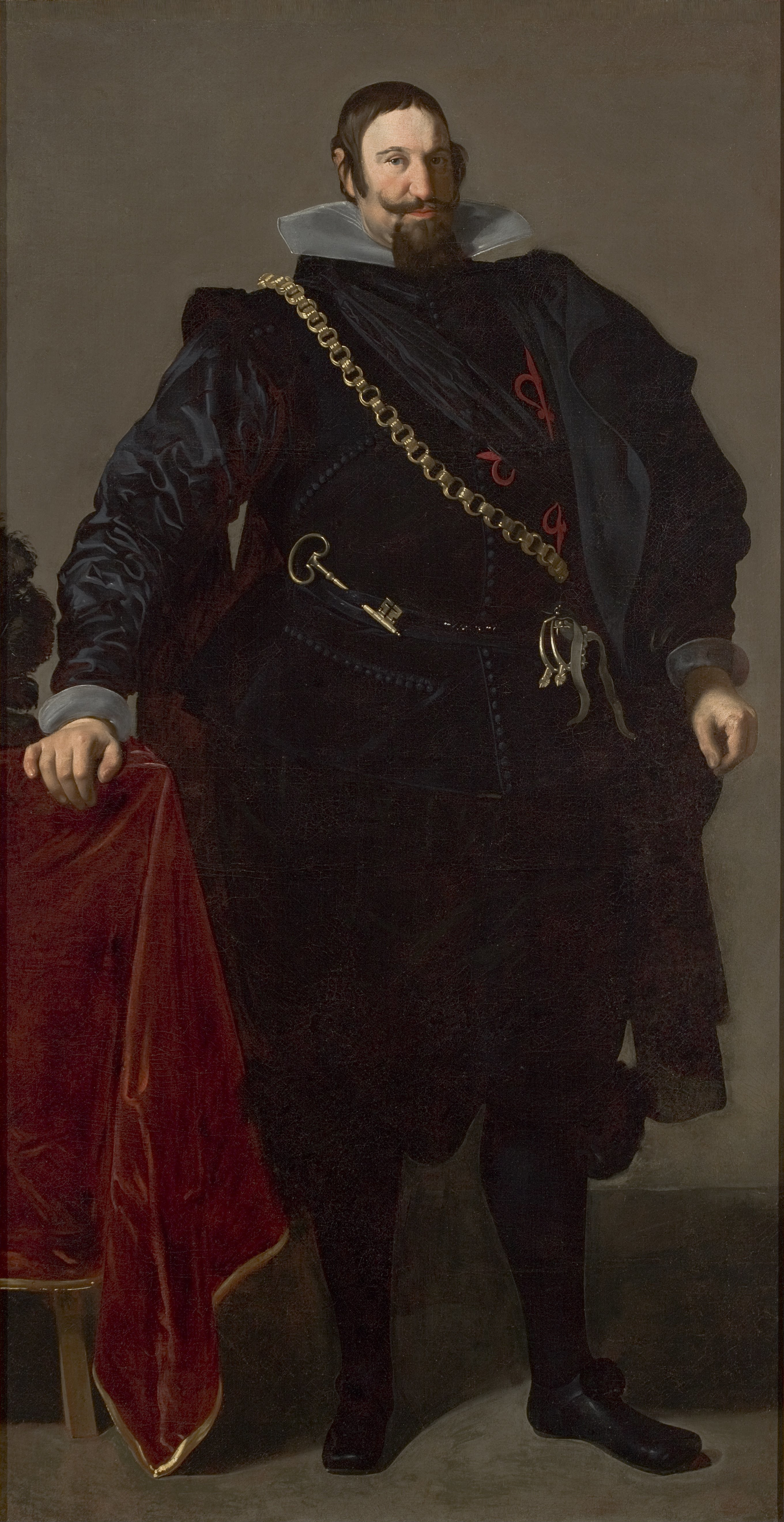
El Conde-Duque de Olivares.

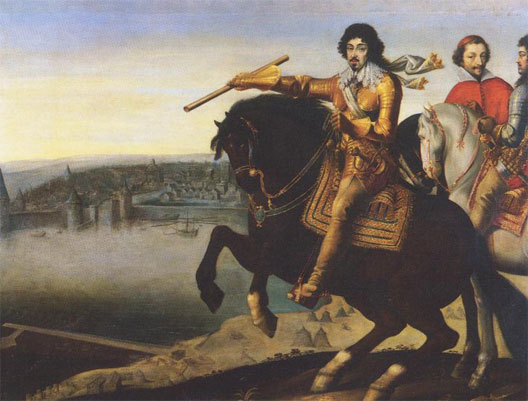
El rey Luis XIII de Francia y el Cardenal Richelieu.

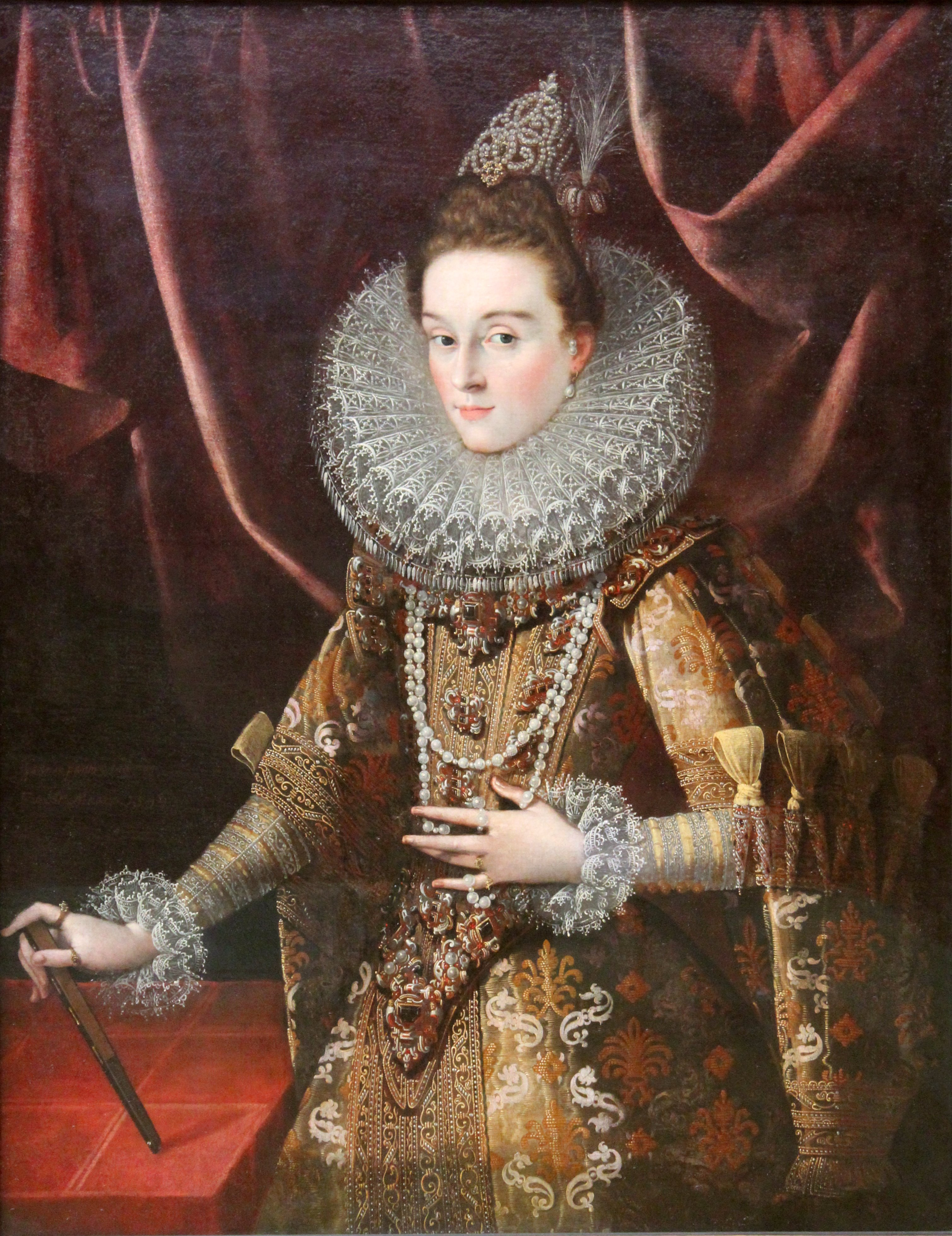
La archiduquesa Isabel Clara Eugenia, gobernadora de los Países Bajos.

Antonio Dávila y Zúñiga, conocido en su tiempo como el marqués de Mirabel, fue nombrado embajador de España en Francia el año de 1621, cargo que ejerció con gran satisfacción del rey Felipe IV de España hasta el año de 1629, en el que fue despedido apresuradamente de la embajada en París para prestar ayuda en el gobierno de los Países Bajos a la infanta, la archiduquesa Isabel Clara Eugenia (hija del rey Felipe II de España).
En referencia a las salidas nocturnas del rey Felipe IV acompañado por su válido Gaspar de Guzmán y Pimentel, conde-duque de Olivares, en el verano de 1621 y de las cartas cruzadas en la corte al respecto, escribe el marqués de Mirabel, embajador en Francia, el 10 de mayo de 1622 al conde de Gondomar, Diego Sarmiento de Acuña, en forma sarcástica: «No hay nada en esta vida, para la que no se halle alguna escusa».
Gómez Suárez de Figueroa, III duque de Feria, gobernador de Milán, y el marqués de Mirabel, embajador en Francia, insisten en 1625 en un masivo despliegue militar de España, como respuesta al renacer de los intereses de Francia en los asuntos del norte de Italia y en la Valtelina. El marqués de Mirabel informa en enero de 1625 sobre los problemas que pasa Francia, ocasionados por la sublevación hugonote en Soubise (región Poitou-Charentes) y en La Rochelle. El alzamiento hugonote dio a España la esperanza de ver frustrado el plan franco-saboyano de una campaña aliada contra Génova y así evitar la confrontación con Francia. En febrero de 1625 el duque Henry de Rohan, hugonote, se rebela en el Languedoc contra su rey Luis XIII de Francia y apela al marqués de Mirabel, para conseguir la ayuda de España. El alzamiento hugonote no fue un acontecimiento que impidió el ataque de Génova. Los ejércitos de Francia y Saboya se reúnen en Asti el 4 de marzo de 1625, cruzan Montferrat e invaden la república de Génova, cortando la comunicación entre Génova y Milán, logrando así interrumpir los movimientos de las tropas españolas en la Valtelina.
El marqués de Mirabel informa al valido del rey Felipe IV, el conde-duque de Olivares, que se encuentra profundamente sospechoso de la verdadera intención del cardenal Armand-Jean du Plasis Richelieu, con quien discutió sobre su plan de una invasión aliada franco-española de las islas británicas, que serían lanzada en el verano de 1627.
Cuando varias exhortaciones de Felipe IV a su hermano, el Cardenal-Infante Fernando, previsto  gobernador de los Países Bajos, de no arriesgar su vida, fueron aparentemente ignoradas, Felipe IV escribe el 22 de octubre de 1627 al marqués de Mirabel rogándole suplicar a su hermano «para que le haga caso, cuando le dice no exponerse en la línea de combate como si fuese un maestre de campo, pero cuando sea necesario alentar a sus soldados, lo haga tomando precauciones para ello». El Cardenal Infante participó con su ejército en la victoriosa batalla de Nördlingen librada entre el 5 y 6 de septiembre de 1634 contra los ejércitos de la reina Cristina de Suecia.

## Miembro del Consejo de Estado y Guerra del rey Felipe IV
El marqués de Mirabel fue nombrado a comienzos de 1634 miembro del Consejo de Estado y de Guerra del rey Felipe IV, cargo que ejerce desde marzo del año 1634. El Consejo de Estado fue en noviembre de 1634 reducido a 6 miembros activos: el III marqués de Mirabel, el cardenal Antonio Zapata, el confesor del rey (fray Antonio de Sotomayor), el VII duque de Villahermosa (Carlos de Borja y Aragón), el II conde de Castrillo (García de Haro y Avellaneda) y el I marqués de la Puebla (Francisco Dávila y Guzmán).
En la sesión del Consejo de Estado de 16 de marzo de 1634 se discutió sobre una tregua en la Guerra de los Treinta Años de acuerdo al plan de paz de Philippe d'Arenberg, duque de Aerschot (noble flamenco), sin llegar a una decisión.
Los consejeros de Guerra: VI conde de Monterrey (Manuel de Acevedo y Zúñiga), V conde de Oñate (Íñigo Vélez de Guevara y Tassis), II marqués de Santa Cruz (Álvaro de Bazán), III marqués de Mirabel, VII duque de Villahermosa, y el cardenal Gaspar de Borja y Velasco, aprueban en 1640 la proposición del conde duque de Olivares de negociar una nueva paz con los holandeses.
El embajador de Inglaterra en España, Sir Arthur Hopton por carta a su rey de 8 de febrero de 1644, le informa sobre la forma de gobernar del rey Felipe IV y le refiere, que los asuntos de estado dependen del III marqués de Mirabel, del V conde de Oñate, y del I marqués de Castañeda (Sancho de Monroy y Zúñiga) que fueron diplomáticos de larga experiencia en las cortes europeas.

## Miembro del Consejo de Aragón del rey Felipe IV
La Junta de Ejecución del Consejo de Aragón en los años 1640 al 1641 estaba compuesta por cinco miembros, que en asuntos de importancia eran reforzados por los consejeros de Estado.
El marqués de Mirabel y sus colegas, el duque de Villahermosa, el conde Oñate y el II marqués de Balbases (Felipe Spinola), en la sesión de la Junta Grande de 19 de junio de 1641 manifestaron no estar de acuerdo con la opinión del conde-duque de Olivares, de dar prioridad a los acontecimientos en Cataluña a los de Portugal. Las diferencias se disiparon cuando tuvieron noticia de la victoria española en Cataluña sobre el ejército francés el 4 de julio de 1641. El nuevo reino independiente de Portugal comenzó a tener reconocimiento internacional. Francia firmó un tratado de alianza con Portugal el 1 de junio y los holandeses firmaron una tregua de diez años sobre el problema del Brasil.
Antonio Dávila y Zúñiga falleció en 1647 y fue enterrado en la capilla de la iglesia de San Francisco Ferrer de Plasencia, enterramiento de los marqueses de Mirabel.